# ジョルノ・ジョバァーナ
ジョルノ・ジョバァーナ（Giorno Giovanna）は、荒木飛呂彦の漫画作品『ジョジョの奇妙な冒険』に登場する架空の人物で、Part5『黄金の風』の主人公。第5部のジョジョ。ディオ・ブランドーの息子。

## 人物
1985年4月16日生まれの15歳。身長172cm。血液型はAB型。イギリス人のディオ・ブランドーと日本人女性との間に生まれる。海底から1980年代に蘇ったDIOが、空条承太郎に滅ぼされる前にひそかに作っていた子供である。ディオはジョースター家とは血縁の無い人物であるが、吸血鬼でありジョナサン・ジョースターの首から下の肉体を乗っ取っていたため、ジョースター家の遺伝によりジョルノの首筋にはジョースター家血統者に見られる星型の痣がある。実母がイタリア人男性と結婚したことで、4歳からイタリア国籍となった。本名は「汐華初流乃」（しおばな はるの）だが、イタリアで生活する関係からジョルノ・ジョバァーナを名乗っている。イタリアにおける郷里はネアポリスで、物語の開始時点では母や義父と離れて郷里のハイスクールで寮生活を送る学生であった。
正しくジョースター家の血を引く歴代ジョジョたちと同じく、勇敢で正義感が強く、咄嗟の機転と行動力を持ち合わせている。常に冷静沈着で、仲間であっても丁寧に接し、物静かで感情的になることがほとんどない。しかし一度怒りを見せると徹底して容赦せず、報復を貫徹する。身体的には歴代ジョースター家の男子の例に反し、比較的小柄かつ細身である（ただし主人公時の年齢ではジョルノが15歳で最年少）。
歴代主人公と違い、スタンド能力がサポートに適していることや、他メンバーのスタンド能力が直接攻撃型ということもあって、直接に戦闘した回数は少ない。しかし、非常に豊富な各種科学知識や鋭い洞察力で突破口を見つける、自身の受傷を厭わずチームのために奮闘するなどの活躍と控えめな性格もあり、メンバーの信頼を勝ち得ていった。
第5部の主人公、5人目のジョジョである。作外では、Part5・JOJOはイタリア風に「Parte5・GIOGIO」と記載される。ただし作中でのジョルノ自身については歴代主人公で唯一、一度も「ジョジョ」と呼ばれたシーンが存在しない。
ディオの遺児であるが、2001年まではスピードワゴン財団や空条承太郎も存在を把握していなかった。父DIOの写真を持ち歩いているが、どの程度父やジョースター家のことを知っているのかについては描写がなく不明である。
性格の一部や、ある年齢でスタンド能力に目覚めた途端に髪の色が黒から金になる、スタンドの拳によるラッシュ攻撃時には「無駄無駄無駄無駄……無駄ァ!!」と叫び、ヒートアップすると「WRYYYYYYYY…（ウリャーーー…）!!」という咆哮を上げるなど、ディオとの共通点がいくつか見られる。しかしジョルノは人間であり、ディオの吸血鬼としての身体的特徴は受け継がれていない（空条承太郎は遺伝的な体質の調査を行おうと考えていたが、密かにジョルノの細胞を入手することができなかったため断念している）。ほか身体的には、自分の耳を耳孔に入れて完全に隠すという一発芸がある。
コミックス63巻（最終巻）186ページには、彼のプロフィールが紹介されている。ここで、彼の性格は「一番欲しているものは希望である」とある。性格形成には後述するギャングの男の存在が影響していることが再度説明され、さらに別項で「この男がヒーロー」と強調されている。

## 劇中での活躍

### Part5開始以前
幼少時は母の愛をほとんど受けず、義父からは虐待を受け、さらに近所の子供たちからもイジメられるなど悲惨な生活を送っていたため、心の捻じ曲がった人間になりかけていた。しかし、ある日偶然助けたギャングの男が1人の人間として自分と対等に接してくれたその姿から「人を信じる」ことを学び、彼の姿に生きる目的を見出して「ギャングスター」を目指すようになる。
親との折り合いは相変わらず悪く、ネアポリス中・高等学校の中等部寮で生活していた。同年代の女生徒たちからの人気が高く、かなりモテていたが、ジョルノ自身は全く相手にしなかった。
Parte5開始から少し前に、体質（髪色）が変化して容姿の印象が大きく変わり、スタンド能力にも目覚める。先述のギャングの男はジョルノを裏社会に引き込むことをよしとしなかったため、ジョルノは地元ギャングに無許可で白タクシーの運転手や置き引き（警官に賄賂を渡した上での犯罪行為）などを行っていた。

### Part5『黄金の風』
2001年、ギャング組織「パッショーネ」の「涙目のルカ」とトラブルになり死なせたことから、組織のブローノ・ブチャラティに報復の攻撃を受ける。当初は殺すしかないと覚悟を決めていたが、ブチャラティの人間性を判断して戦いをやめ、組織を乗っ取って麻薬で汚染された街を変えるという自らの夢を語る。それに共鳴したブチャラティと和解し、組織に入団して彼の部下の一人となる。
その後、ボスの娘であるトリッシュの護衛任務にて、暗殺チームとの戦いを繰り広げ、イルーゾォ、メローネ、ギアッチョを破る活躍を見せる。特にメローネ戦では、体の一部を生成して傷を治癒するという芸当ができるようになった。
中盤にて、組織のボスであるディアボロをブチャラティとともに裏切る。一時、ボス親衛隊のカルネのスタンド、ノトーリアスB・I・Gによって戦闘不能になるも、復活。その後、ボス親衛隊の一人であるチョコラータと戦い、苦戦しながらも勝利した。次々と仲間を喪いながらもローマのコロッセオにてディアボロと対決し、「矢」によって自らのスタンドを進化させ、ディアボロを撃破した。その後日、ボス亡き後の「パッショーネ」を掌握したと見受けられる場面にて第5部は幕を閉じる。

### VS JOJO『恥知らずのパープルヘイズ』
ディアボロが自身の情報を隠していたことを利用し、「その幼さ故にいらぬ反感を買うことを警戒して素性を隠していたが、組織に裏切り者が出てボスの正体を探ろうとし、無関係の娘を巻き込んだ抗争に発展しかけたことから、もはや正体を隠す理由がなくなったと判断し、正々堂々と姿を見せることにした」として、Part5の頃から既にボスであったように振る舞っている。
スピードワゴン財団とも手を結んで組織をさらに拡大し、イタリアの表社会ですらたやすく動かせるほどの力を手にしている。亡きブチャラティの意思を受け継ぎ、裏社会と町の浄化を開始した後はその一環として、かつてブチャラティのチームから離脱したパンナコッタ・フーゴに麻薬チームの討伐を命じる。ジョルノの部下カンノーロ・ムーロロの発言によると、スピードワゴン財団や空条承太郎から警戒されていることに気づいているようである。
ほとんどが他者からの言及であり、本人が登場するのは終章と、併録の短編『トリッシュ、花を手向ける』のみ。評する者によって人物像が変わる。自身では「僕が〇〇に見えるのは君自身が〇〇だから」と言い、シーラEはジョルノの器はあまりにも巨大なので見る者は自分自身を投影してしまうのだと評する。ムーロロ視点での彼の言動はDIOと瓜二つである（作劇的にはDIOが花京院典明を服従させたシーンのパロディになっている）。
原作では歴代主人公の中で唯一「ジョジョ」と呼ばれなかったが、ディアボロを連想させる「ボス」という呼び方を好まず、イメージを一新するために「ジョジョ」という愛称を使うことに決める。終盤にてフーゴと再会した際に「ジョジョ」と呼ばれた。

### ゲーム『ジョジョの奇妙な冒険 アイズオブヘブン』
Part3時代から来たポルナレフを、Part5終盤での出来事による理由から「亀のポルナレフ」と呼んでいる（他のブチャラティチームメンバーも同様）。また、ブチャラティ、ミスタ、DIOのいずれかとタッグを組むと、デュアルヒートアタックが専用のものになる。
東方仗助や空条徐倫から財布をすり取った際には、どちらも中身が少額だったため、呆気にとられている。ジョセフ・ジョースターからは軽く扱われているが、共闘した際にはお互いを理解している。
ゲームゆえに、原作にてありえなかった父DIOとの邂逅が実現した作品でもある。

### VS JOJO『JORGE JOESTER』
「ジョルノ・ジョヴァーナ」「汐華初琉乃」が登場する。2012年のイタリアネーロネーロ島のパッショーネマフィアの幹部。スタンドはゴールド・エクスペリエンスと、鏃を取り込んで進化したゴールド・エクスペリエンス・レクイエム。ボスのディアボロを粛清すべく、名探偵ジョージ・ジョースターに彼を探し出すよう探偵依頼をする。
ジョージ・ジョースターII世曰く「華奢で目鼻立ちがくっきり、とても美しい男」。パラレルワールドの時間跳躍が絡んでおり、ジョージII世と邂逅している。
設定が複雑で謎が多い。明言こそないが、彼の正体はPart5のジョルノ・ジョバァーナ（汐華初流乃）本人ではないかということが示唆されている。Part5後のジョルノ・ジョバァーナがパラレルワールドの壁を越えてやって来たらしいと暗示され、またキャラクター設定にPart5のディアボロの要素が混ざっている。
作中最初に登場するジョヴァーナは、「他人のゾンビの肉体にジョヴァーナの魂が取り憑いたもの」である。ジョヴァーナは二重人格者であり、魂を他者に取り憑かせるという特技を持っており、人格によって風貌まで変わる。もう一つの人格はディアボロ（スタンド：キング・クリムゾン）であり、こちらの魂はジョヴァーナの自前の肉体に残留している。同一人物の二重人格が2人に分かれて別個に行動することで、周囲を欺いているのである。このディアボロのキング・クリムゾンとジョヴァーナのレクイエムという二大強スタンドを用いてディオと戦うも、まったく敵わず圧倒されて敗北する。
彼は、1889年に死んだ「この世界の」ディオ・ブランドーの息子（子孫？）であるらしい。別の世界からやって来たディオは「ディアボロ＝ジョヴァーナは肉体は違えど自分の息子なのだから、血はなじむだろう」として吸血する。だがジョヴァーナには星の痣があり、「この世界のディオ」に星の痣はありえない。この矛盾に対して、ジョヴァーナはディオに「僕はあなたの実の息子である」と説明し、それだけでディオは意味を察しそれ以上は詮索しない。

## ゴールド・エクスペリエンス（黄金体験）
【破壊力 - C / スピード - A / 射程距離 - E（2m） / 持続力 - D / 精密動作性 - C / 成長性 - A】（Part5)・48巻、JOJO A-GO!GO!、JOJOVELLER、Part5テレビアニメ。アニメでは射程距離Cとされる）
テントウムシをモチーフにした人型の近距離パワー型のスタンドで、触れた物体に生命を与える。
作中では主に非生物の無機物に対して使用することが多く、能力を受けた物体は地球上に存在する動物や植物に変化して活動する。生み出す生命の種類は自由自在。生まれた生物は、ジョルノの意思で成長や死が自在であり、瞬時に生み出したり時間差で遅く生み出したりすることができるが、損傷などで命を失うと再び元の物体に戻る。
何かの片割れから生み出された場合は一種の帰巣本能のように大元の位置に戻ろうとする習性があり、「物体を自由に動ける生物に変えることでそれがあった元の位置を特定する」という探索の他、「遠隔操作のスタンド使いの下へ危険生物に変えた所持物を差し向ける」という暗殺への応用も効く。
環境次第では生命を生み出しづらいが、生命はしぶとく、逆に環境に適応したり「毒や細菌汚染を、免疫で適応した」として誕生させることすらできる。マイナス100度の超低温など生命が生育しえない環境下では生命を生み出すことはできない。また絶滅種や空想上の生物も作れない。
既に生きている生物に使用すると過剰に生命エネルギーを与える。対人に「感覚を暴走させて相手の体感時間を狂わせる」、対植物に「老化を加速させて生物としての寿命を短縮させる」などという性質があるが、前者は序盤に披露された能力で中盤以降は見られなくなった。
自分の身体をあえて切り離して、別の生物に変えることもできる。切断した自分の手首をピラニアに変えて攻撃後に回収したり、飛び散った血しぶきを蟻の群れに変えたりといった他、一部は切り離さなくても可能なようで口中の歯の1本をクラゲに変えるという芸当も見せた。
劇中中盤ではこの能力を応用し、無機物から人体の部品を生成して負傷した箇所に移植、外傷の治療を行うこともできるようになる。「部品を傷にはめ込む」という性質上治療には痛みが伴う。Part4の「クレイジー・ダイヤモンド」のように「直す・治す」能力とは明確に異なり、ジョルノ自身もギアッチョ戦などで仲間にはっきりと「治すのではない」「痛みは残る」と説明している。異なるゆえの利点としては、自分の治療や、欠損パーツ、輸血や免疫血清も作り出せるということが挙げられる。人型スタンドとしては典型的な「拳で接触することで特殊能力を発動する」スタンドであるため、左右両方の手を破壊されてしまうとこれらの特殊能力が全く使えなくなる。
死者を蘇生させることはできないが、ブチャラティは死体のままで数日間動くことができた。これはジョルノにも計算外の奇跡的な現象であった。
幼少期にも無意識のうちに路傍の植物を生長させるという、スタンド能力の片鱗を見せたことがある。登場初期は「生み出した生物は受けた攻撃を相手に反射する」という効果描写があったが、中盤以降は全く見られなくなった。
デザインはエジプトの生命の象徴であるスカラベをイメージしており、同じ甲虫類のテントウムシや平和のアイテムである天使の羽などが体の各所に配されている。
なお、上記のパラメータ形式のスタンド能力評価は、登場初期の頃に発表されたものである。このスタンドは、スタンドパラメータが用いられた最初のスタンドである。
Part5のその後を書いた小説『恥知らずのパープルヘイズ -ジョジョの奇妙な冒険より-』では能力がさらにパワーアップしており、満身創痍のフーゴの体を本人に全く気付かれずに治癒し、完治させている。
Part5完了時にて、作者はベストスタンド「デザイン編」1位として挙げており、「描いていてワクワクした」とコメントしている。
『オールスターバトル』以降のゲーム作品およびCrunchyrollで配信されているテレビアニメの北米版では、"Golden Wind"（ゴールデン・ウィンド）と改名されている。

### ゴールド・エクスペリエンス・レクイエム
【破壊力 - なし / スピード - なし / 射程距離 - なし / 持続力 - なし / 精密動作性 - なし / 成長性 - なし】（Part5・63巻、JOJO A-GO!GO!、JOJOVELLER）
「ゴールド・エクスペリエンス」を「矢」で貫いたことによって進化した、スタンドを超越したスタンド「鎮魂歌（レクイエム）」。ゴールド・エクスペリエンス内部から脱皮するように現れた。デザインも進化前から変化しており、ゴールド・エクスペリエンスの手首から内部へ進入した「矢」の矢尻部分が額にある。矢のエネルギーを完全にコントロールしている。
既存のスタンドを超える攻撃力を持つ。ゴールド・エクスペリエンスのスタンドパワーが強化され、加えて「動作や意思の力を全て『ゼロ』に戻す」という究極の能力が備わっている。そのため、発動中はジョルノに対して使った能力や、仕掛けられた攻撃は彼へ届く前に無かったことにされ、行動を起こす前の状態に戻される。それは「キング・クリムゾン」が時間の消し飛んだ世界で仕掛けた攻撃や、100%の未来予知で見た「未来＝絶対に起こる真実」さえも例外ではない。また、このスタンドの前に立つ者は「どんな能力を持っていようともどこへも向かうことはなく、永遠に真実に到達することは決してない」とされ、この力で殴られた者は「死んだことさえもゼロに戻ってしまう」ため、「死ぬという真実」にさえ到達できず、永遠に死を迎え続ける。その状態に陥るとスタンドを出すことすらできず、永遠に襲い来る死の苦しみと痛みによる死への恐怖に脅かされ続けることになる。本体であるジョルノはこの能力を自覚していないが、心に確信はある。ジョルノいわく「終わりのないのが『終わり』」。
ゴールド・エクスペリエンスのときとは異なり、スタンド自体が明確な自我を持っている。時を飛ばした空間でディアボロに話しかけるという行動をとっている。
なお、スタンド評価では全ての項目が「なし」となっているが、これは能力が低いということではなく、測定不能であることを示している。
純粋にゴールド・エクスペリエンスを成長させたデザインとなっており、模様などを残しつつ矢があしらわれている。頭が開いたデザインになっているが、荒木は「成長して花開いたからかな」と語っている。
スタンド名はテレビアニメの北米版ではGolden Wind Requiem（ゴールデン・ウィンド・レクイエム）に改名されている。

## 担当声優
ジョルノ・ジョバァーナ
- 朴璐美 - ゲーム『黄金の旋風』
- 浪川大輔 - ゲーム『オールスターバトル』『アイズオブヘブン』
- 小野賢章 - テレビアニメ『黄金の風』、ゲーム『ラストサバイバー』『JUMP FORCE』
- 藤原夏海 - テレビアニメ『黄金の風』（少年時代）

ゴールド・エクスペリエンス・レクイエム
- 朴璐美 - ゲーム『黄金の旋風』
- 渡辺美佐 - ゲーム『オールスターバトル』『アイズオブヘブン』
- 小野賢章 - テレビアニメ『黄金の風』、ゲーム『ラストサバイバー』

## 参考
Part5を開始するにあたり、ジョースター家の家系図から主人公候補者を出すのが難しくなっており、彼のキャラクターが決まるまでは難航があったという。Part4の東方仗助と同じ「ジョセフの隠し子」をくり返すわけにもいかなかった。最終的には、ディオの子供でジョースターの血を引くという変則の設定となった。ディオの吸血鬼設定をどうするかという課題もあったが、除外となっている。また、それらとは別に女性案もあり、この時点では取り下げられるも、後にPart6の空条徐倫へと継承された。
また荒木は、Part5は新しいものへの挑戦として集団劇として描いると言い、後半の展開からジョルノ個人ではなくチームが主人公にならざるを得なかったと語っている。ジョルノが承太郎と似たようなキャラクターになっていたかもしれないので、違ったタイプを描こうとしたという。
名前のジョルノ（Giorno）とはイタリア語で日、明けた白日を意味する。「ブォン・ジョルノ」はフランス語のボンジュールに相当する挨拶になる。
外見のモデルはミケランジェロのダビデ像。作者の荒木はこのことについて「あれは未来から来る敵を見据えている像で、それが第5部の主人公にピッタリだった」と回答している。また、単行本62巻の表紙イラストの構図もそのイメージで描かれている。
10年後の2011年を舞台としたPart6では、ジョルノの異母兄弟であるDIOの3人の息子たちが登場している。4兄弟の生年月日によると、ジョルノは長男である。ジョルノと異なり、3人は成長過程において良い影響を与える人物に出会わず、悲惨な生活を送っていたため、歪んだ性格となっている。この3人は運命に導かれてエンリコ・プッチのもとに集まり徐倫の敵となったが、彼らを集めた「3」の引力にジョルノはカウントされておらず登場していない。単行本13巻において作者により「なぜジョルノが来なかったのかは謎だが、作中に現れなかっただけでジョルノも（Part6の舞台であった）フロリダのどこかには来ていたのかもしれない」と補足されている。
ジョルノの母親が健在であることについて荒木は「承太郎がDIOを倒したから生き残ったんでしょう」と語っている。